# Джаны-Абад (Ошская область)
Джаны-Абад (кирг. Жаңы-Абад) — село в Узгенском районе Ошской области Кыргызстана. Входит в состав Ден-Булакского аильного округа. Код СОАТЕ — 41706  255 817 04 0

## Население
По данным переписи 2023 года, в селе проживало 2 666 человек.